# Ernest Mocker
Ernest Mocker, né Toussaint Eugène Ernest Mocker, est un ténor et metteur en scène français, né le 16 juillet 1811 à Lyon et mort le 3 octobre 1895 à Brunoy.
Apprécié pour sa voix « fraîche et agréable » et pour son jeu d’acteur « rempli de naturel et de vérité », il a créé de nombreux rôles à l’Opéra-Comique entre 1849 et 1860.

## Biographie
Destiné par sa famille à une carrière ecclésiastique, il est envoyé à Paris en 1825 pour étudier le chant sacré dans la célèbre école fondée par Choron. Il entre comme timbalier dans l’orchestre du théâtre de l’Odéon en 1827, puis dans l’Orchestre de la Société des concerts du Conservatoire en 1828, et enfin dans l’orchestre de l’Opéra en 1829 où il participe à la création de Guillaume Tell de Rossini. Sur les conseils de François-Antoine Habeneck, il prend des leçons de chant avec Antoine Ponchard et débute, le 13 août 1830, en tant que baryton et sous le nom d’Ernest Mocker (parfois orthographié Moker), à l’Opéra-Comique dans La Fête du village voisin de Boieldieu. Il participe également à quelques créations, dans des rôles peu importants.
L’Opéra-Comique ayant fait faillite, il quitte Paris en 1832 et chante au Havre en 1833, puis à La Haye en 1834 et enfin à Toulouse pendant les cinq années suivantes. C’est là qu’il évolue vers les rôles de ténor, remportant de « brillants succès »  dans Le Domino noir, Gustave III et Le Dieu et la Bayadère d’Auber ou Le Chalet d’Adam.

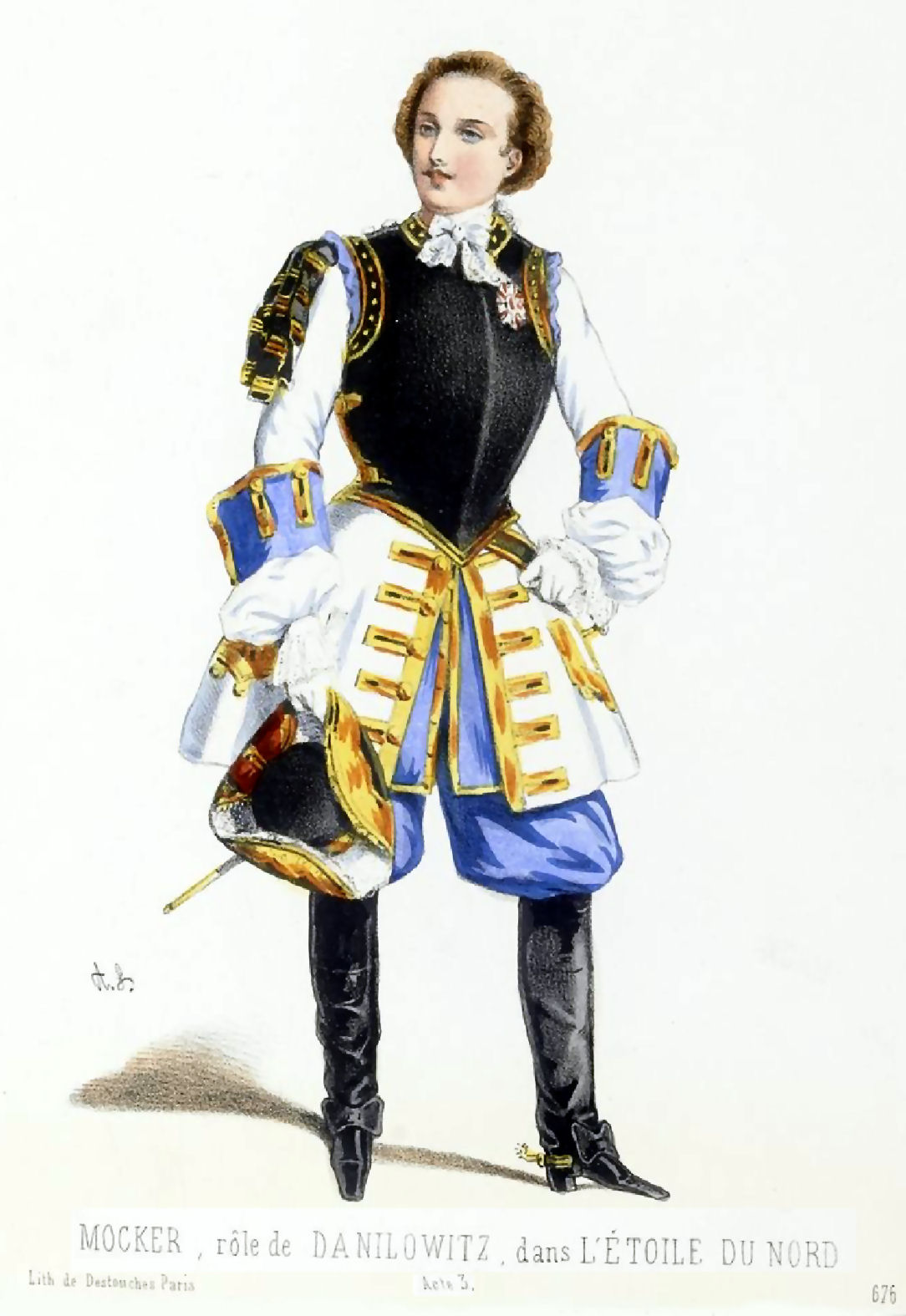
Costume d’Ernest Mocker au troisième acte de L'Étoile du Nord de Meyerbeer en 1854.

Sur la recommandation de Levasseur et de Félicité Pradher venus chanter à Toulouse, il réintègre l’Opéra-Comique en 1839 pour ne plus le quitter (à l’exception de quelques mois en 1852-1853). Sa rentrée dans ce théâtre a lieu le 14 juin 1839 où il crée Polichinelle de Montfort. Il y interprète plus de soixante rôles, dont Montauciel du Déserteur de Monsigny, le comte Hector des Treize d’Halévy, Beausoleil du Panier fleuri de Thomas, Cantarelli du Pré aux clercs d’Hérold, Daniel du Chalet d’Adam, Horace du Domino noir et Bénédict de L’Ambassadrice d’Auber, Bagnolet de La Perruche de Clapisson ou Dickson de La Dame blanche de Boieldieu, ainsi qu’une quarantaine de créations.
Si on lui reconnaît une voix agréable, c’est surtout pour ses talents d’acteur qu’il est apprécié :

« M. Mocker n’est point posé, au théâtre de l’Opéra-Comique, en qualité de chanteur de premier ordre, mais il occupe positivement la première place sous le rapport de l’aisance des manières, de la grâce dans le jeu et dans le débit, et au point de vue du comédien, il est passé maître dans cet art difficile : il ne craint aucune rivalité. »

Entre 1849 et 1852, il signe les mises en scène de la plupart des œuvres représentées à l’Opéra-Comique. Il est à nouveau nommé « régisseur général » d’août 1856 à novembre 1860, fonction qu’il retrouve une dernière fois en août 1861 et jusqu’à la guerre de 1870. Il est, entre autres, le metteur en scène du Songe d’une nuit d’été (20 avril 1850) de Thomas, de Giralda (20 juillet 1850) d’Adam, de Psyché (26 janvier 1857) de Thomas, de Quentin Durward (25 mars 1858) de Gevaert, des Trois Nicolas (16 décembre 1858) de Clapisson, du Pardon de Ploërmel (4 avril 1859) de Meyerbeer, du Roman d’Elvire (4 février 1860) de Thomas, de Robinson Crusoé (23 novembre 1867) d’Offenbach.
En mars 1855, sa fille Marie meurt à l’âge de vingt ans des suites d’une fièvre typhoïde.
Il organise sa représentation de retraite en 1860 centrée autour de la création d’un opéra-comique en un acte d’Ambroise Thomas, Gilottin père et fils. Les répétitions de l’ouvrage commencent mais doivent être arrêtées en raison d’une grave indisposition du chanteur. La mort de son épouse en mai 1861 l’incite à renoncer définitivement à la scène.
Il est nommé professeur au conservatoire de Paris le 1er avril 1860 où il enseigne jusqu’en 1887. Ses principaux élèves sont Balbi, Marie Cico, Reboux, Séveste, Gabrielle Moisset, Vergin, Derasse, Thibault, Gélabert, Thuillier, Merguillier, Castagné, Capoul, Troy aîné, Bosquin, Bouhy, Arsandaux, Melchissédec, Lepers, Furst, Valdéjo, Talazac, Piccaluga, Chalmin.

## Liste des rôles créés par Mocker à l’Opéra-Comique
| Rôle                           | Opéra                            | Compositeur    | Date de création   | Critique |
| ------------------------------ | -------------------------------- | -------------- | ------------------ | --- |
| Alfred                         | L’Amazone                        | Beauplan       | 15 novembre 1830   | |
| Le trompette                   | Le Morceau d’ensemble            | Adam           | 10 mars 1831       | |
| Le chambellan                  | Le Roi de Sicile                 | Gide           | 17 octobre 1831    | |
| Georgini                       | Le Mannequin de Bergame          | Fétis          | 1er mars 1832      | |
| Lélio, alias Polichinelle      | Polichinelle                     | Montfort       | 20 juin 1839       | « M. Ernest Mocker, qui débutait dans le rôle de Lélio, a obtenu un succès dont s’est étonnée la majeure partie de l’auditoire, tant il avait été peu préparé. On regardait sans doute le débutant comme un de ces messieurs entre deux âges qui jouent les oncles amoureux et grognent à peu près juste dans un morceau d’ensemble, à condition que leur partie restera également éloignée des notes du ténor et des tons de la basse, et qui triomphent surtout au si du médium. Loin de là, Ernest Mocker est un jeune homme intelligent qui paraît aimer son art et se livrer à lui corps et âme ; il joue bien, sans gestes ambitieux, dit le dialogue d’une façon naturelle, vive, quelquefois imprévue, et conduit avec beaucoup d’aplomb et d’aisance une voix de ténor flexible et douce à laquelle il ne manque qu’un peu plus de force de vibration. (…) Son succès a été complet ; avec un peu d’aide, on l’eût redemandé. » « Le débutant, Ernest Moker, n’est certainement pas un ténor remarquable, mais c’est un acteur agréable, intelligent, et qui paraît avoir une très grande habitude de la scène. » « Le débutant, Ernest Moker, chargé du rôle de Polichinelle, s’acquitte parfaitement de sa tâche. » |
| Le comte d’Elvas               | La Reine d’un jour               | Adam           | 19 septembre 1839  | « MM. Moker et Grignon et Mme Boulanger méritent une part dans le succès de cet ouvrage. » |
| Le duc                         | La Symphonie ou Maître Albert    | Clapisson      | 12 octobre 1839    | |
| Le roi Charles                 | Zanetta                          | Auber          | 18 mai 1840        | « Mocker et Couderc remplissent les rôles du roi et de Rodolphe avec autant d’intelligence que de soin. » « Mocker est plus comédien que chanteur, mais il manque de tenue. » |
| Le chevalier de Lancy          | L’Automate de Vaucanson          | Bordèse        | 2 septembre 1840   | |
| Lillo                          | La Reine Jeanne                  | Monpou Bordèse | 2 octobre 1840     | « Mocker a donné une bonne physionomie à son rôle ; il chante assez bien et joue avec beaucoup d’aisance. » |
| Le marquis de Chaulny          | La Rose de Péronne               | Adam           | 12 décembre 1840   | « Mocker fait usage des sons de nez d’une manière effrayante, il rachète souvent ce défaut par une bonne manière de phraser. » |
| Don Sébastien                  | Les Diamants de la couronne      | Auber          | 6 mars 1841        | « L’acteur Mocker parle peu et chante encore moins, dans Les Diamants de la couronne. MM. Scribe et Auber ont été à son égard d’une bien grande sobriété ; toutefois cet artiste a bien interprété au deuxième acte, en compagnie de Mlle Darcier, un assez joli duetto qui a le défaut d’être facturé sur le rythme de l’ Arragonaise du Domino noir. » |
| Drick                          | Le Pendu                         | Clapisson      | 25 mars 1841       | |
| Le prince Rakmanoff            | La Maschera                      | Kastner        | 17 juin 1841       | « On dirait le talent de Mocker fait tout exprès pour le personnage de Rakmanoff ; il en est de son jeu comme de son chant. » |
| Jean de Beauvais               | Les Deux Voleurs                 | Girard         | 26 juin 1841       | « Ernest Mocker, surtout, s’est révélé comédien supérieur et vraiment comique dans le rôle de Jean de Beauvais. Il est on ne peut plus plaisant dans la dernière scène de l’ouvrage, lorsqu’il mystifie le marquis. » « Mocker y a dit son rôle avec beaucoup de goût et d’intelligence. » |
| Nathaniel                      | La Main de fer                   | Adam           | 26 octobre 1841    | « Mocker est toujours l’acteur favori du public. » |
| Ulric                          | La Jeunesse de Charles-Quint     | Montfort       | 1er décembre 1841  | « Mocker joue et chante passablement l’archet Ulric. » |
| Le duc d’Olonne                | Le Duc d’Olonne                  | Auber          | 4 février 1842     | « Mocker et Henri ont représenté avec intelligence les personnages du duc d’Olonne et de Mugnès. » « Le rôle du duc d’Olonne, le meilleur, mais aussi le plus difficile de la pièce, est un composé de brusquerie, d’élégance, de fatuité, de bravoure et de dissimulation ; Mocker, par la nature de son talent et de son physique, réunit peu les qualités du personnage, qui eût été bien mieux approprié à la voix et au caractère de la basse taille. » |
| Palème                         | Le Code noir                     | Clapisson      | 9 juin 1842        | « Mention honorable à Mocker et à Grignon pour leur jeu. » « Mocker (…), grâce à son intelligente bêtise, a dignement complété l’ensemble. » |
| Le vicomte de Lucienne         | Le Conseil des dix               | Girard         | 23 août 1842       | « Mocker s’est bien acquitté du personnage de M. de Lucienne. » « Le Conseil des dix est fort gentiment joué par Mocker. » |
| Daniel                         | Le Roi d’Yvetot                  | Adam           | 13 octobre 1842    | « Mocker et Audran sont bien placés dans leurs rôles. » |
| Le capitaine Sainville         | Les Deux Bergères                | Boulanger      | 3 février 1843     | |
| Édouard, le prince de Galles   | Lambert Simnel                   | Monpou         | 14 septembre 1843  | « Henri, Grard et Mocker ont été ce qu’ils sont toujours, artistes consciencieux et de talent. » |
| Jacquet                        | Mina                             | Thomas         | 10 octobre 1843    | « Mocker a su donner une physionomie originale à un rôle de paysan heureusement jeté dans l’ouvrage. » « Mocker est fort amusant dans le petit personnage épisodique du jeune jardinier, curieux et bavard, il a rencontré une bonne fortune pour lui et le public dans ses charmants couplets. » « On n’entend pas souvent à l’Opéra-Comique de morceaux d’ensemble aussi bien composés. Les couplets de Jacquet, chanson très originale que Mocker d’ailleurs sait bien faire valoir. » |
| Don Sébastien                  | L’Esclave du Camoëns             | Flotow         | 1er décembre 1843  | « Mlle Darcier est charmante dans le rôle de Griselda, et chante avec beaucoup de goût. Mocker et Grard la secondent parfaitement. » « Quant à Mocker (Don Sébastien), il représente bien ce jeune roi qui s’amende ; mais son succès véritable et toujours croissant est dans le Montauciel du Déserteur, rôle charmant, qui l’a placé très haut comme chanteur et comme acteur parmi les artistes de l’Opéra-Comique. » |
| Le chevalier de St Luc         | Cagliostro                       | Adam           | 10 février 1844    | « Henri, Mocker et Grignon se sont acquittés de leurs rôles avec zèle. » |
| Olivier                        | Les Quatre Fils Aymon            | Balfe          | 15 juillet 1844    | « Mocker a composé, en acteur soigneux et intelligent, le rôle d’Olivier. » « Il faut louer davantage la romance bien chantée par Mocker. » |
| Van Loo                        | La Sainte-Cécile                 | Montfort       | 19 septembre 1844  | « Mocker, quoiqu’il ne fût pas en voix, a chanté avec goût et composé avec talent le rôle du peintre Van Loo. » |
| Urbain                         | Le Ménétrier                     | Labarre        | 9 août 1845        | « Dans le principal personnage, Mocker a déployé autant de sensibilité que d’énergie ; il a pareillement chanté avec une habileté rare, et, n’était sa voix dont le volume ou la portée trahissait parfois ses intentions, il eût été irréprochable d’un bout à l’autre de son rôle. » |
| Gervais, dit Brindamour        | La Charbonnière                  | Montfort       | 13 octobre 1845    | « Mocker est charmant dans ce rôle, et il y évite avec soin de se copier lui-même. » |
| Hector Biron                   | Les Mousquetaires de la reine    | Halévy         | 3 février 1846     | « Ernest Mocker a donné au rôle d’Hector un cachet de franchise, de bonne humeur et d’abandon, qui contraste heureusement avec la physionomie mélancolique d’Olivier. Son étourderie de jeune homme, sa légèreté de mauvais sujet font place aux plus nobles sentiments, au plus touchant repentir. Ces différentes nuances sont très bien indiquées par l’artiste. Comme chanteur, il a contribué pour sa bonne part au succès de l’ouvrage. Sa cavatine du premier acte a été dite avec infiniment de charme et de goût. » « Mocker est fort comique dans le rôle de Biron. » « Mocker, toujours distingué et plein de verve. » |
| Pascales                       | Le Bouquet de l’infante          | Boïeldieu      | 27 avril 1847      | « Mocker a joué et chanté son rôle avec beaucoup de rondeur, de bonhomie et d’esprit. » « L’enlumineur Pascales s’est produit sous les traits de Mocker, avec un naturel, une bonhomie dont ce charmant artiste possède seul le secret. » « Audran et Mocker, chargés des rôles de don Fabio et de Gonzalès (sic), ont été justement applaudis. » |
| Albert                         | La Nuit de Noël                  | Reber          | 9 février 1848     | « Mocker a joué avec beaucoup d’intelligence, de tenue et de sensibilité le rôle du mari. » « Mocker a été charmant dans le personnage du garde-chasse ; son goût et son excellente méthode compensent bien amplement ce qui lui manque du côté de la voix ; le naturel et la finesse de son jeu en font un artiste hors ligne. » |
| Gilles                         | Gilles ravisseur                 | Grisar         | 21 février 1848    | « Hermann-Léon (…) a partagé les honneurs de la soirée avec Mocker, qui, dans le rôle de Gilles est bien la bêtise, la gourmandise, la crédulité incarnées : affamé ou repu, il est parfait, il est ravissant, il est inimitable ; sa ritournelle dansée atteint le sublime du grotesque, et nous doutons que Volanges lui-même, de joyeuse mémoire, lui fût égal dans le rôle de Gilles. Mocker a trouvé moyen de dépasser le Montauciel du Déserteur. » |
| Pascarello                     | Il signor Pascarello             | Potier         | 24 août 1848       | « Nous avons déjà dit tous les éloges que mérite Mocker (…) pour son jeu également vrai dans les situations comiques et dans les passages de sensibilité. » « C’est la première fois que Mocker abordait un rôle d’un âge marqué et taillé dans le patron de ceux que l’on faisait pour Chollet. Ce charmant comédien s’en est acquitté avec rondeur, sentiment et gaîté. Pour ma part, j’éprouverais de la peine à voir Mocker jouer souvent des rôles où il est obligé de sacrifier quelques-uns de ses avantages : le charme de son organe et la douceur des notes élevées de sa voix qui trahissent trop de jeunesse ; mais une fois n’est pas coutume ; personne dans la troupe n’aurait pu remplir ce rôle comme Mocker l’a fait, et mieux vaut un acteur trop jeune pour des rôles marqués, qu’un acteur trop marqué pour des rôles jeunes. » |
| Lejoyeux                       | Le Val d'Andorre                 | Halévy         | 11 novembre 1848   | « Mocker est ravissant dans le personnage du capitaine Lejoyeux ; il est difficile de voir un comique de meilleur ton et de rencontrer un chanteur plus agréable. J’ai entendu des gens dire que Mocker n’avait pas de voix ; je connais beaucoup de chanteurs à qui je souhaiterais de perdre la leur, s’ils pouvaient à ce prix chanter comme Mocker. Le rôle de Lejoyeux peut être mis sur la même ligne que deux autres rôles où Mocker est charmant, ceux de Montauciel et de Gilles-Ravisseur. » « Mocker est fort amusant dans le rôle du capitaine Lejoyeux. » « Restent les trois types principaux de l'ouvrage: d'abord, Mlle Darcier, l'héroïne du Val d'Andorre, véritable Rachel de la salle Favart, et comme cantatrice, l'idéal du chant expressif sans exagération ; puis, sur le même plan, Battaille et Mocker, tous deux dans leur spécialité, dignes compétiteurs de Mlle Darcier, l'un avec l'élévation d'esprit, de cœur et d'expansion qui fait les grands artistes, l'autre avec la finesse et le bon goût qui constituent le véritable genre bouffe en musique. » |
| Tracolin                       | Le Toréador                      | Adam           | 18 mai 1849        | « Mocker, toujours fin, naturel, élégant, a donné un cachet de distinction et de bon goût à son rôle de flûtiste amoureux. Le costume andalous lui sied parfaitement. Il a joué avec chaleur, et chanté avec autant d’esprit que de charme. » « Mocker, acteur habile et délié, semble fait exprès pour le personnage de Tracolin qui offrait plus d’un écueil. » « L’exécution du Toréador est excellente de tout point. (…) Mocker s’y montre élégant acteur et chanteur adroit. » |
| Philippe                       | La Nuit de la Saint-Sylvestre    | Bazin          | 7 juillet 1849     | « M. Mélesville (…) aurait pu se dispenser de faire de Philippe un lourdaud ; par bonheur, Mocker était là pour atténuer les défauts du rôle. Puisque nous avons prononcé le nom de cet artiste distingué, disons tout de suite que la création du garde de nuit comptera parmi ses plus brillantes, grâce à l’esprit, au naturel et surtout à l’intarissable verve qu’il y déploie. » |
| Antoine/le chevalier d’Ancenis | Les Porcherons                   | Grisar         | 12 janvier 1850    | « Mocker paraît souffrant ; il a peu de voix, mais tout ce qu’il dit est dit avec cette intelligence du genre et cette habitude du style voulu qui assurent son succès. » « Mocker a composé le personnage d’Antoine, ingénieux mélange de distinction native et de rudesse affectée, avec cet amour du naturel, ce soin des nuances, ce goût parfait qu’il apporte dans tous ces rôles. Il était un peu souffrant, comme tout le monde, par ce froid de Sibérie dont nous jouissons. Mais il a triomphé de son malaise par un redoublement d’efforts ; si bien que le public, trompé par le zèle de l’acteur, ne l’a point ménagé et lui a fait bisser presque tous ses morceaux. » « Il ne nous reste que bien peu de place pour parler des acteurs, et cependant, le talent qu’ils ont déployé mériterait une longue et consciencieuse appréciation. (…) Citons Mocker, ce modèle des artistes soigneux, intelligents et dévoués ; dans son double personnage, Mocker a montré une ardeur, une sensibilité qui n’ont pas peu contribué au succès du rôle. » |
| Le chevalier de Rosargue       | Raymond ou Le Secret de la reine | Thomas         | 5 juin 1851        | « Mocker a joué le rôle du chevalier avec une désinvolture charmante. On s’habitue si peu à voit cet excellent Mocker transformé en coquin – deux librettistes déjà se sont passé cette fantaisie – qu’on a été heureux d’assister au magnifique acte d’héroïsme qui constitue le dénouement de la pièce. » « Mocker a composé avec beaucoup d’art et d’esprit le personnage ingrat, difficile et multiple du chevalier de Rosargue. » |
| Ganymède                       | Galatée                          | Massé          | 14 avril 1852      | « Mocker et Sainte Foy ont rendu à ravir les caractères de Ganymède et de Midas. » |
| Carlino                        | La Tonelli                       | Halévy         | 30 mars 1853       | « Mocker, qui effectuait sa rentrée, a reçu le plus cordial et le plus chaleureux accueil. » « Mocker, dont on regrettait l’absence depuis longtemps, a retrouvé sa voix facile et douce ; il est toujours le comédien intelligent et soigneux que nous connaissions. » |
| Cliffort                       | Le Nabab                         | Halévy         | 1er septembre 1853 | « Mocker est toujours le comédien plein de grâce et de finesse. » |
| Danilowitz                     | L’Étoile du Nord                 | Meyerbeer      | 16 février 1854    | « Mlle Lefebvre, Mocker, Jourdan, Delaunay, Carvalho, Nathan, Mmes Lemercier et Decroix, ont chacun, dans la mesure de son emploi, merveilleusement contribué à la perfection de l’ensemble. » « Mocker est fort convenable, fort dégagé et fort naturel dans le rôle du favori. » |
| Deucalion                      | Deucalion et Pyrrha              | Montfort       | 8 octobre 1855     | « Mocker et mademoiselle Lemercier ont parfaitement rendu les intentions du compositeur. Tous deux ont de l’esprit et de la gaité, et ils en ont mis dans leurs personnages ; mais il faut s’en prendre à MM. Barbier et Carré, si deux comédiens de cette valeur n’ont pas trouvé, cette fois, des rôles à la hauteur de leurs précédentes créations. » « Mocker, cet aimable Gilles, joue et chante le rôle d’Arlequin-Deucalion avec une verve incomparable et un goût exquis. » |
| Le chevalier de Boisrobert     | Valentine d’Aubigny              | Halévy         | 26 avril 1856      | « Mocker, lui, (…) n’entend pas vieillir, et il y a bien paru dans son personnage de Gascon, qu’il a joué, avec une turbulence d’étourneau essayant ses ailes, et chanté avec sa voix de vingt ans. Quel dommage que le rôle ait cessé d’être possible à partir du second acte ! » « Notre gracieux comédien Mocker a su imprimer au personnage du gascon Boisrobert tout son cachet de verve, de finesse et d’esprit. Ses jolis couplets : Un amoureux, ont été bissés et le seront à chaque représentation. » |
| Spavento                       | La Bacchante                     | Gautier        | 4 novembre 1858    | « On a applaudi avec justice les couplets de Spavento au deuxième acte : Pour être heureux dans cette vie ; Mocker le dit avec beaucoup de finesse. » « Les autres rôles de La Bacchante n’ont aucun relief. (…) Mocker s’est dévoué à son administration en jouant Spavento. » |
| Antoine                        | Le Diable au moulin              | Gevaert        | 13 mai 1859        | « Mocker, Antoine, est toujours l’artiste aimé, le comédien plein d’aisance et d’onction. » « Mocker boit certainement à la fontaine de Jouvence. Il a rajeuni de dix ans sous les habits d’Antoine, le paysan colère. » « Mocker fait rire aux larmes dans le rôle du meunier ; il a le diable au corps ; il ne tient pas en place ; il se mettrait lui-même en morceaux quand il n’a plus rien à casser ; ne l’approchez pas, il est capable de vous mordre ; j’ai vu souvent jouer la colère au théâtre, mais jamais avec plus de naturel et de vérité. » |
| Le duc de Richelieu            | Le Château Trompette             | Gevaert        | 23 avril 1860      | « Mocker, qui par obligeance a pris la place de Couderc (en), a tiré tout le parti possible de la tâche difficile dont il s’est chargé. Le type de Richelieu aurait eu besoin d’un autre interprète, on le sait ; mais on sait aussi qu’au point de vue de la grâce et de l’aisance Mocker ne laisse rien à désirer. » « Mocker a remplacé Couderc, presque à l’improviste, dans le rôle du maréchal de Richelieu. Il a dû l’apprendre dans les dernières répétitions de l’ouvrage. Mocker a de la gaité, de la finesse, du naturel et point d’élégance. Ce dernier mot dit tout ce qui manque au comédien pour représenter avec quelque illusion le favori du roi Louis XV et l’ami de M. de Voltaire. » « M. Mocker a joué ce rôle très habilement. Dans la scène du second acte, où le maréchal s’endort si facilement sans avoir conquis de nouveaux lauriers, cet excellent artiste a montré un tact exquis et a su conserver cette juste mesure que tant d’autres comédiens eussent dépassée. » |

## Costumes des principaux rôles créés par Mocker

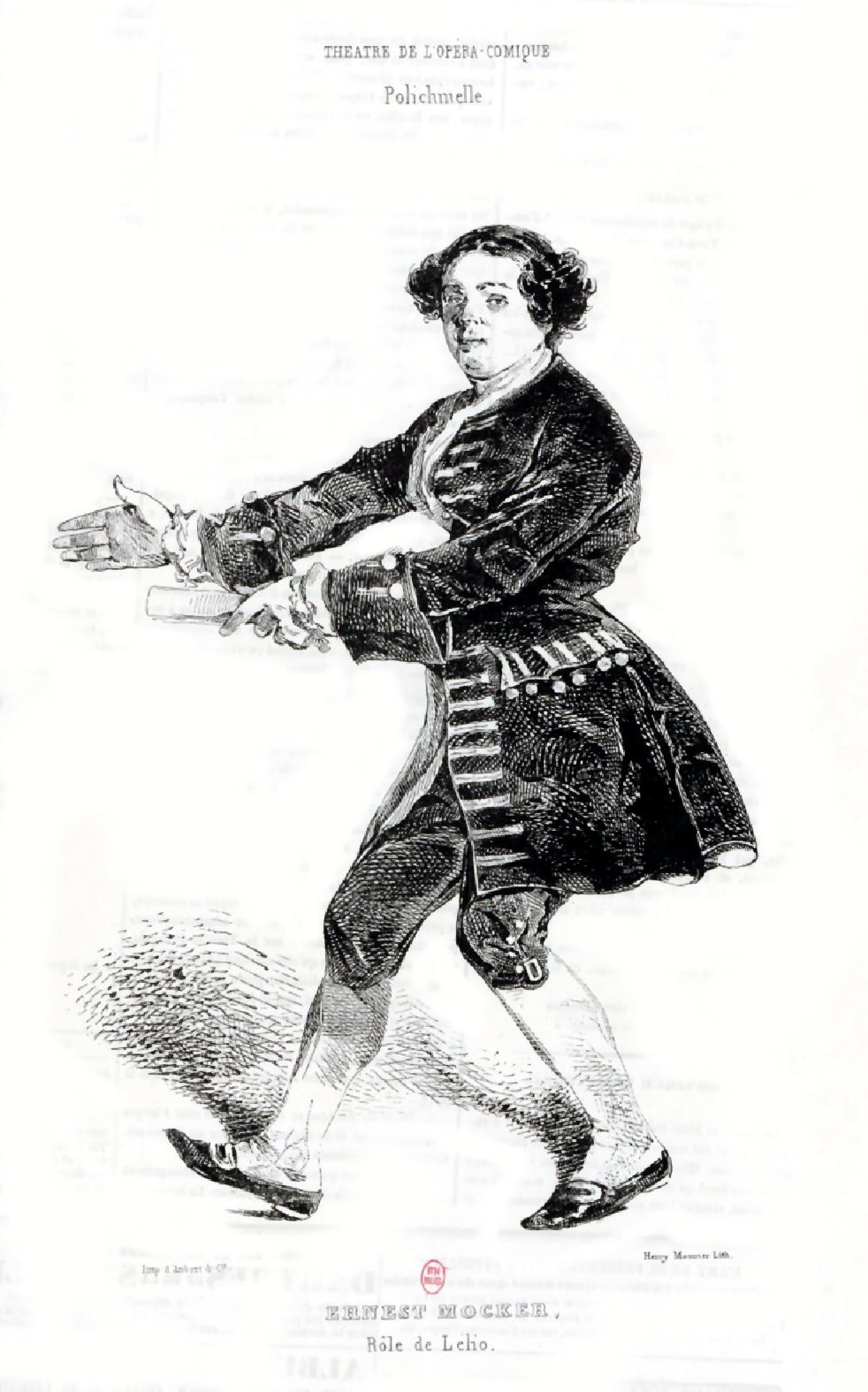
Lélio dans Polichinelle de Montfort (1839)
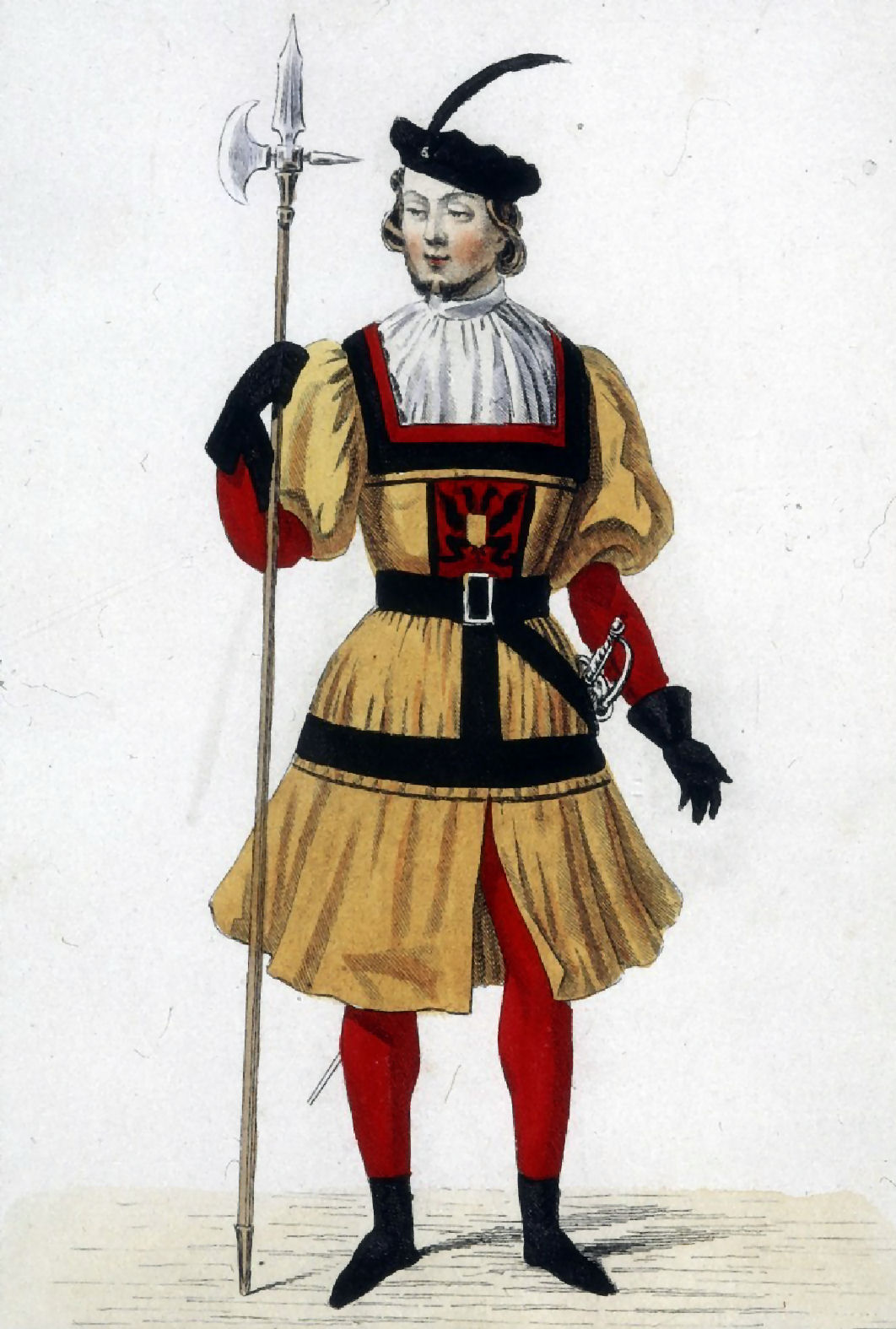
Ulric dans La Jeunesse de Charles-Quint de Montfort (1841)
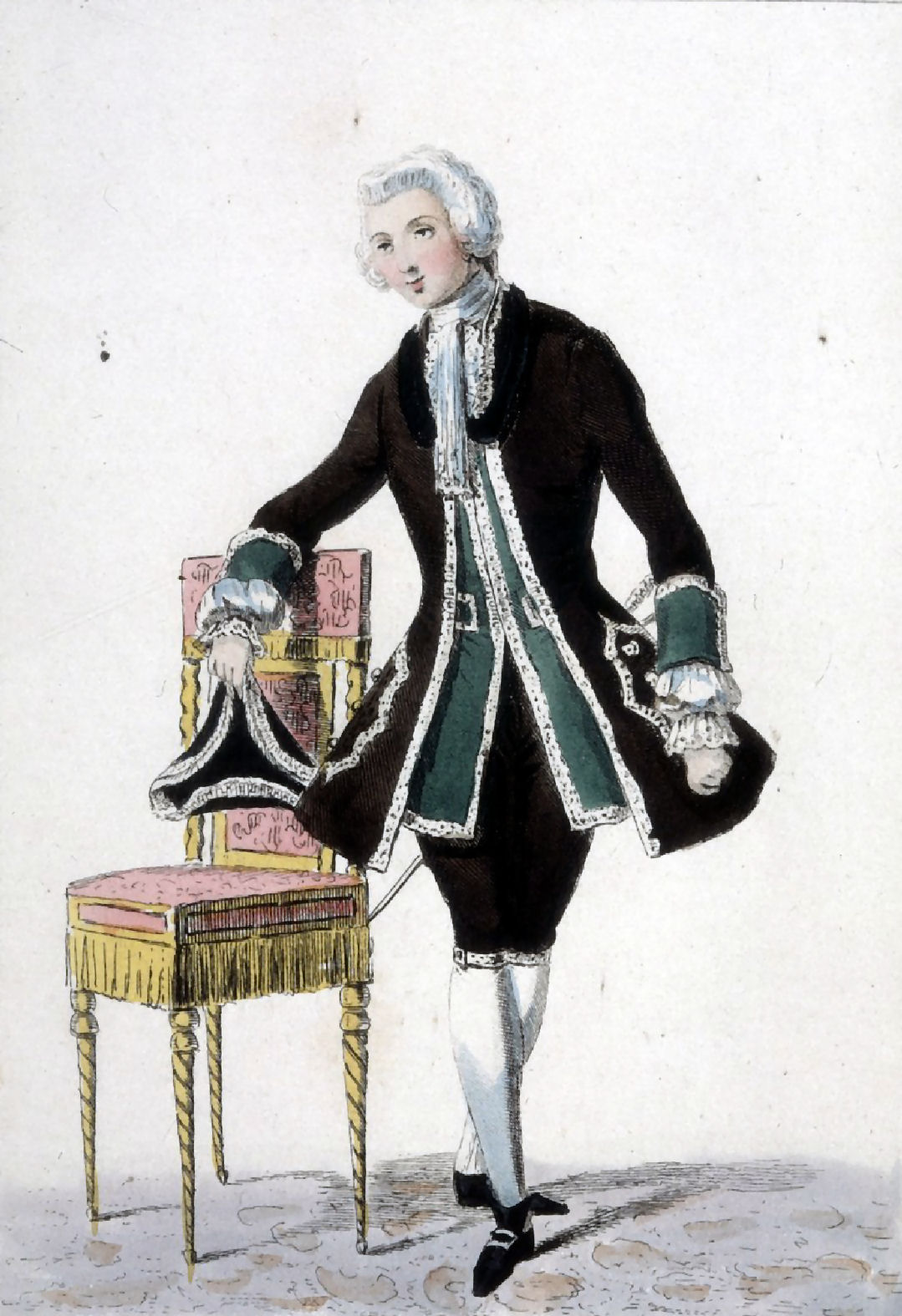
Le vicomte de Lucienne dans Le Conseil des dix de Girard (1842)
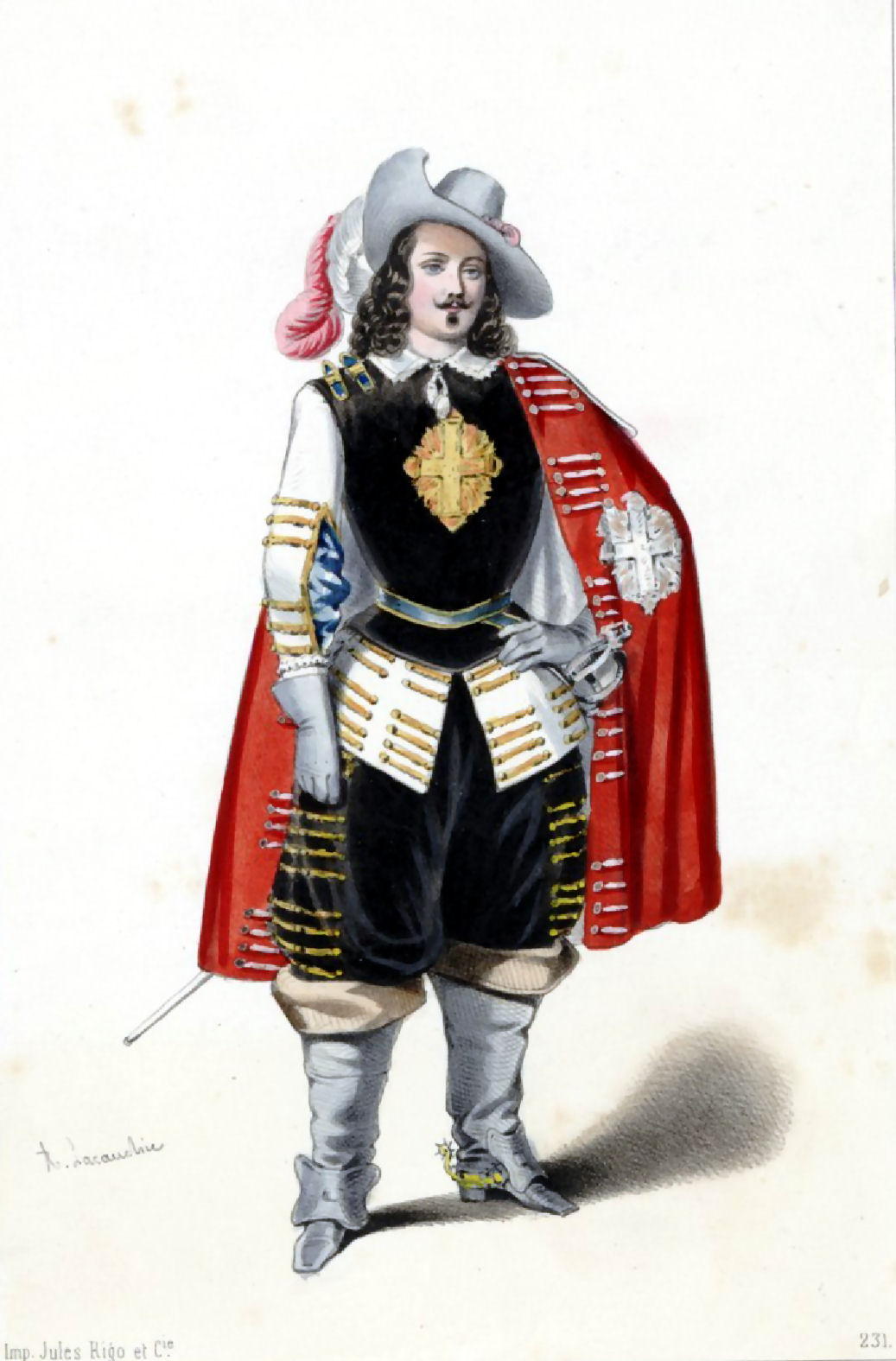
Hector Biron dans Les Mousquetaires de la reine d’Halévy (1846)
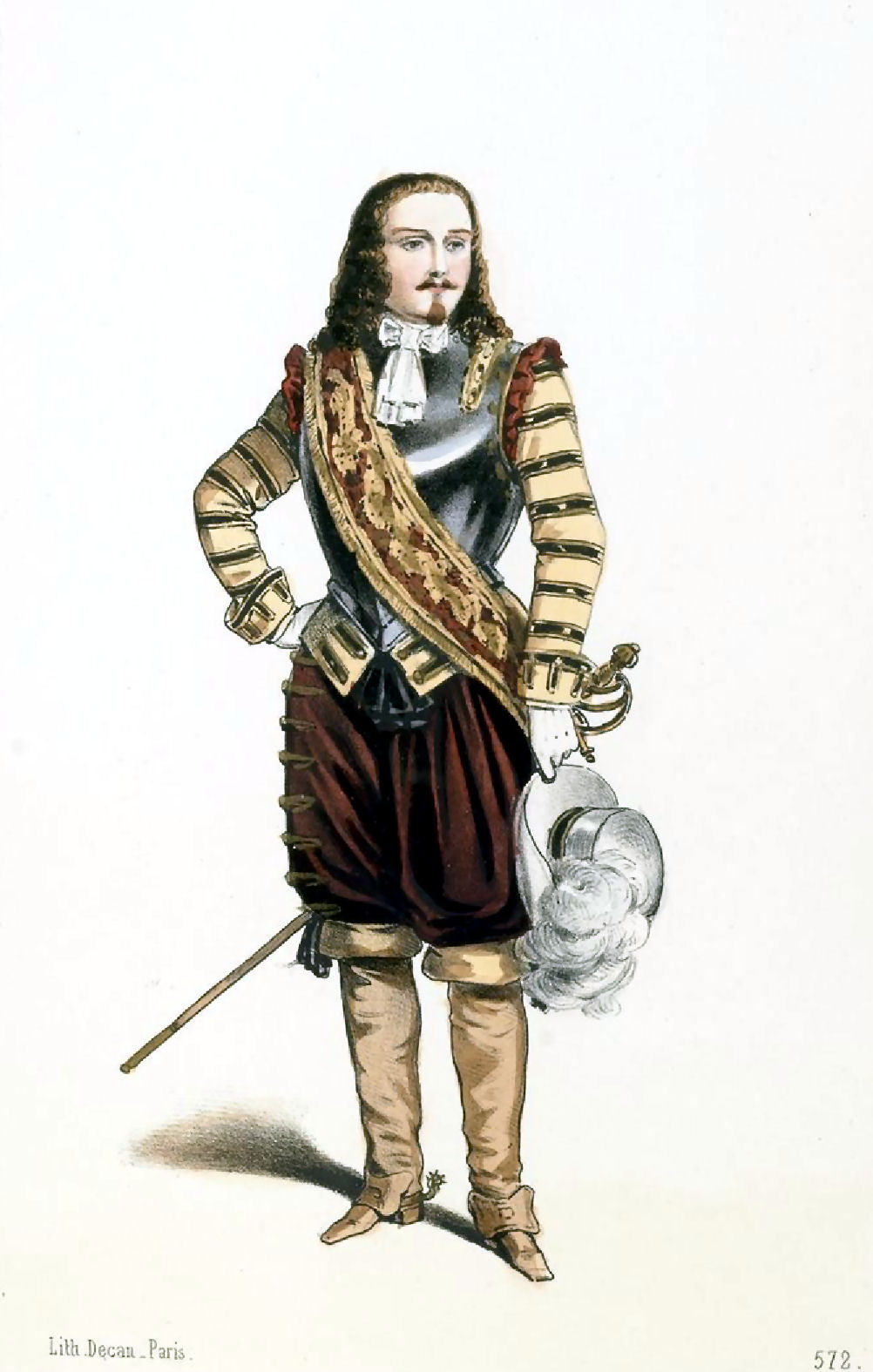
Le chevalier de Rosargue dans Raymond ou Le Secret de la reine de Thomas (1851)
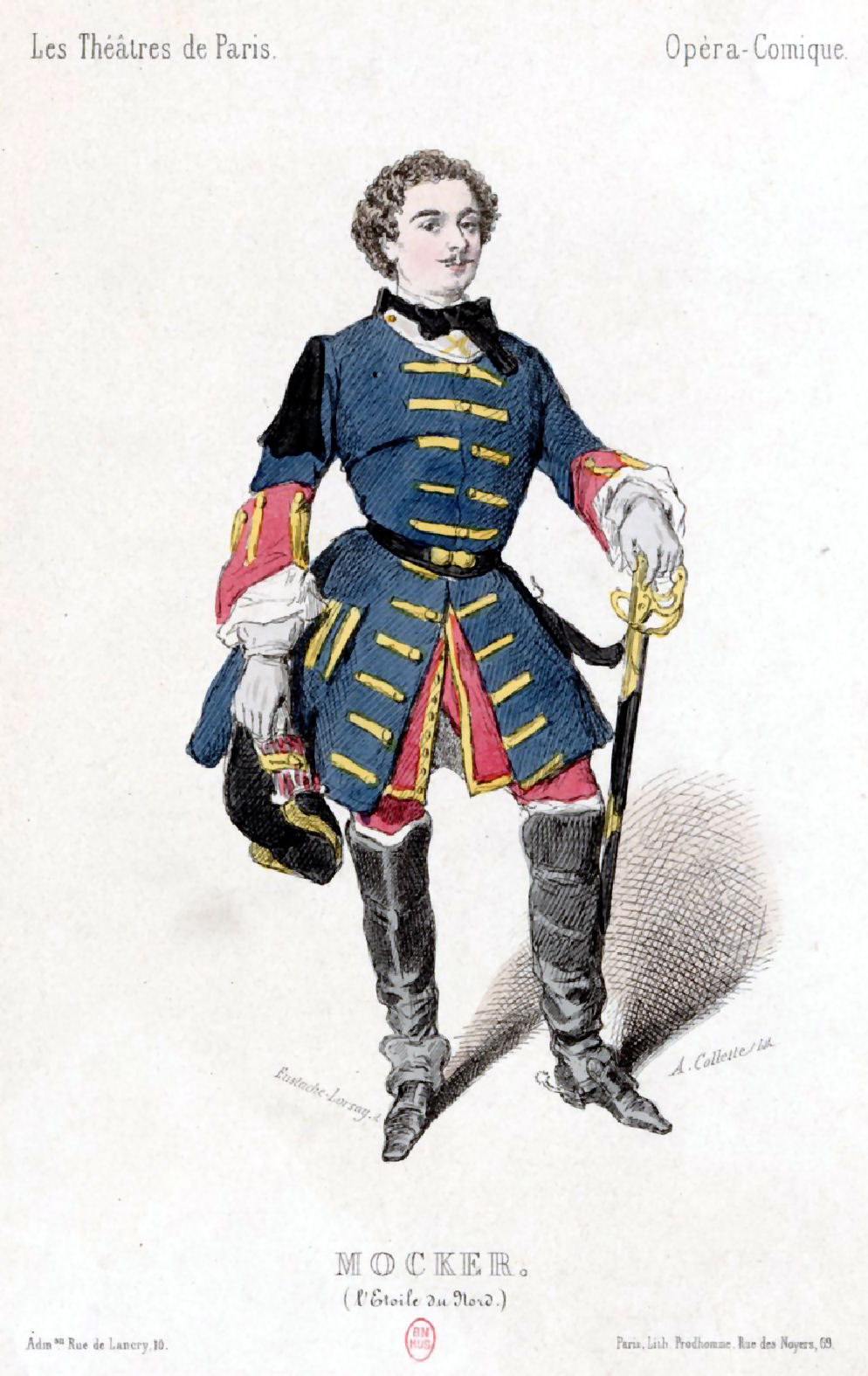
Danilowitz dans L'Étoile du Nord de Meyerbeer (1854)
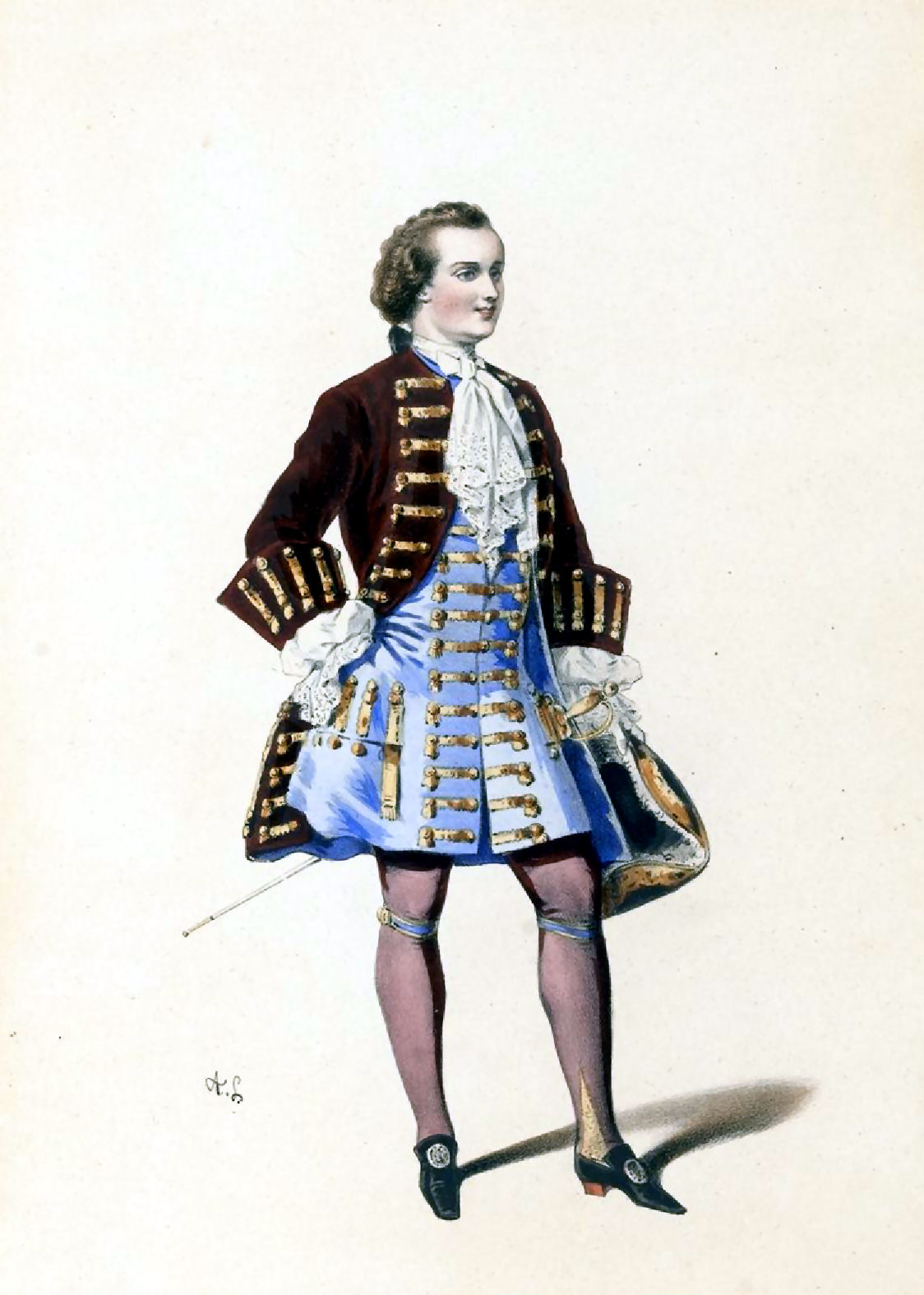
Le chevalier de Boisrobert dans Valentine d’Aubigny d’Halévy (1856)